# Die Amazonenschlacht
Die Amazonenschlacht (zweite Fassung) ist ein Gemälde des deutschen Malers Anselm Feuerbach. Das 1871 geschaffene und 1873 vollendete Werk mit den Maßen 4,05 mal 6,93 Meter befindet sich heute im Germanischen Nationalmuseum und ist im Besitz der Stadt Nürnberg. Feuerbach malte das Bild während eines längeren Aufenthaltes in Rom.
Der Gegenstand des Bildes geht auf die Sage der Amazonen im Trojanischen Krieg zurück.

## Hintergrund

### Erste Amazonenschlacht (Ölstudie)

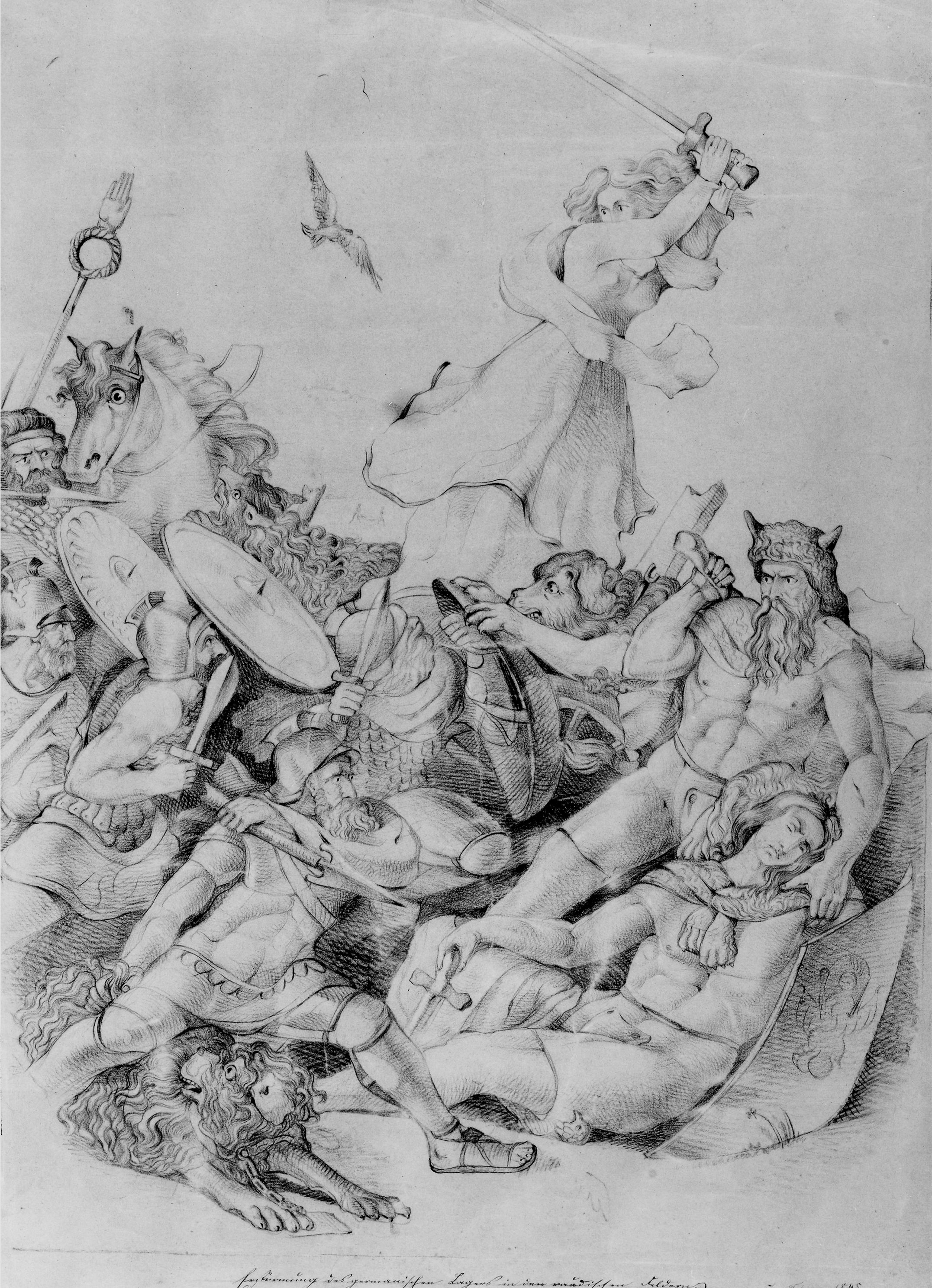
Erstürmung des germanischen Lagers in der Schlacht auf den Raudischen Feldern (1845)

Das erste Werk Feuerbachs, das die Amazonenschlacht zum Thema hatte, entstand Ende 1856 und war 1857 vollendet. Doch schon 1845 hatte Feuerbach an einer ähnlichen Schlachtenszene gearbeitet: Die Erstürmung des germanischen Lagers in der Schlacht auf den Raudischen Feldern. Die Arbeit mit Pinsel in verschiedenen Brauntönen und Deckweiß über Bleistift auf hellbraunem Papier ist sein erstes Schlachtenbild. Am 29. September 1845 war es in den Maßen 29,7 mal 38,3 cm vollendet und befindet sich heute im Kupferstichkabinett der Staatlichen Museen zu Berlin. Feuerbachs Bekannter und Biograf Julius Allgeyer beurteilte die Zeichnungen zu der Germanenschlacht treffend als „Zeugnis kindischen Ungeschicks“ nach Konzeption und Ausführung, sieht aber auch den Zusammenhang mit den späteren Fassungen der Amazonenschlacht „gleichsam in embryonischer Form vorgebildet“. Erst wenige Wochen zuvor hatten er und Feuerbach sich in Rom kennengelernt.
Die erste Fassung einer Amazonenschlacht, die Feuerbach 1856–57 schuf, hat die Form eines Querovals, die der Künstler in der Frühphase seiner Zeit in Rom bevorzugte. Die kompositorischen Probleme dieser Form löste Feuerbach im Vergleich zu seinen Nymphenbildern. Die Landschaft – ein karger Küstenstrich – baut sich vom Hintergrund in den Vordergrund stufenweise auf. Die S-förmig angelegten Figuren bilden zwei Gruppen, in denen theatralische Einzelinszenierungen aneinandergefügt werden. Die Szene wirkt durchkomponiert und geordnet, obwohl man bei dem Thema des Bildes Verwirrung und Getümmel erwartet. Der Kunsthistoriker Ulrich Christoffel lobt in seiner 1944 erschienenen Monographie über Feuerbach dessen dynamisches Flächengefühl und seinen „Sinn für die kontrapunktische Verteilung von Masse und Licht“. Jürgen Ecker bezeichnet in seinem 1991 erschienenen Werk über Feuerbach die Ölstudie als ein kompositorisches Experiment Feuerbachs und weniger als eine glaubhafte Darstellung des Themas. Die Ölstudie mit den Maßen von 53 mal 64,5 cm befindet sich heute im Landesmuseum für Kunst und Kulturgeschichte in Oldenburg.

### Vorarbeiten zur ersten Gemäldefassung
Nach Fertigstellung der Ölstudie 1857 beschäftigte Feuerbach sich weiterhin mit dem Gedanken der Darstellung einer Amazonenschlacht. In einem Brief an seine Stiefmutter Henriette Feuerbach vom 10. Januar 1860 beschreibt er seine Begeisterung über die Komposition seines ersten Entwurfs zur Amazonenschlacht und drückt seine Entschlossenheit aus, die Thematik zu verfolgen.
In den 60er Jahren des 19. Jahrhunderts arbeitete Feuerbach kontinuierlich auf die erste Gemäldefassung der Amazonenschlacht hin: Im „Städelschen Kunstinstitut Frankfurt“ befindet sich eine gezeichnete Teildarstellung der Szene, ein beigefügtes Blatt im Münchner Skizzenbuch in der „Staatlichen Graphischen Sammlung“ und in Hamburg, Leipzig und Dresden einige Kreidedarstellungen weiblicher Akte.
In die Zeit zwischen der Ölstudie und der ersten Gemäldefassung der „Amazonenschlacht“ fällt Feuerbachs Bekanntschaft mit Anna Risi, genannt „Nanna“. Bis 1865 ist sie seine Geliebte und sein wichtigstes Modell.

### Entstehung, Aufbau und Rezeption der ersten Gemäldefassung

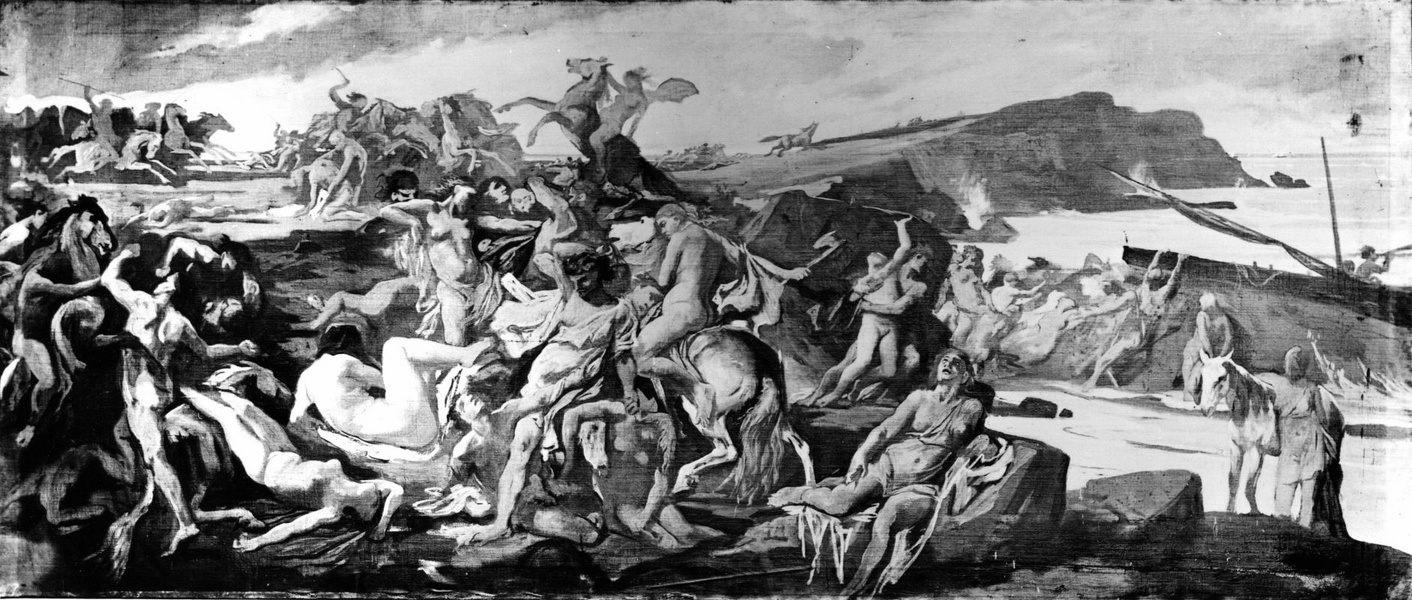
Reproduktion der ersten Gemäldefassung, die im Zweiten Weltkrieg verloren ging

Am 3. Februar 1868 kündigte er in einem Brief an, er sei mit seinem Werk Orpheus und Eurydike befasst und werde in der nächsten Woche die Amazonenschlacht in Angriff nehmen. Feuerbach verkündet am 12. März dieses Jahres die Herstellung eines Rahmens für die Amazonenschlacht. Mit der Untermalung auf Leinwand hatte er zu diesem Zeitpunkt bereits begonnen, allerdings fehlten ihm noch Naturstudien, besonders an Pferden. Er berichtet im selben Brief seiner Stiefmutter, dass er aus diesem Grund viel Zeit im Heidelberger Marstall zu verbringen gedenke. Schließlich unterbrach Feuerbach die Arbeit an dem Bild und erwähnt es in seinen Briefen das ganze Jahr über nicht mehr. In einem undatierten Brief, wahrscheinlich vom Februar 1869, berichtet er, dass er in acht Tagen die Schlacht anfangen werde. Im Oktober 1869 entschließt sich Feuerbach, das Bild ungestört zu vollenden, beendet es aber auch im Dezember nicht.
Wieder spielt die Schlacht in einer kargen Küstenlandschaft, die im Verlauf der beiden Bilddiagonalen komponiert ist. Der Schwerpunkt der Handlung befindet sich links von der Bildmitte und bildet ein rechtwinkliges Dreieck. Durch die versetzte Überlagerung zweier Kompositionsprinzipien entsteht eine Spannung im Bild, die von den Figuren der Schlacht – wie in der ersten Amazonenschlacht 1857 – nicht ausgeht. Die feindlichen Mächte sind nicht in Schlachtordnung und Formation gegeneinander ausgerichtet, sondern zerstreuen sich in Einzelaktionen über das Bild. Die Vielzahl der im Bild verwendeten Zitate trägt ebenfalls nicht zur Spannung bei: Es finden sich Ableitungen von Michelangelos Liegefiguren der Medicigräber, die Landschaft im rechten Bilddrittel hat dasselbe Motiv wie Feuerbachs Federzeichnung Medea tötet ihre Kinder (Ashmolean Museum, Oxford). Die erste Gemäldefassung der Amazonenschlacht maß 1,20 mal 2,77 Meter und befand sich zuletzt in der Nationalgalerie Berlin, bevor sie im Zweiten Weltkrieg in einen Charlottenburger Flakturm ausgelagert und zerstört wurde.
Als Feuerbachs Bekannter und vormaliger Interessent Konrad Fiedler im Spätherbst 1869 diese Amazonenschlacht in Feuerbachs Atelier entdeckte, reagierte er verhalten und peinlich berührt. Feuerbach machte sich recht bald an die Arbeiten zu seiner zweiten Gemäldefassung der Amazonenschlacht.

### Weiterentwicklung zur zweiten Gemäldefassung

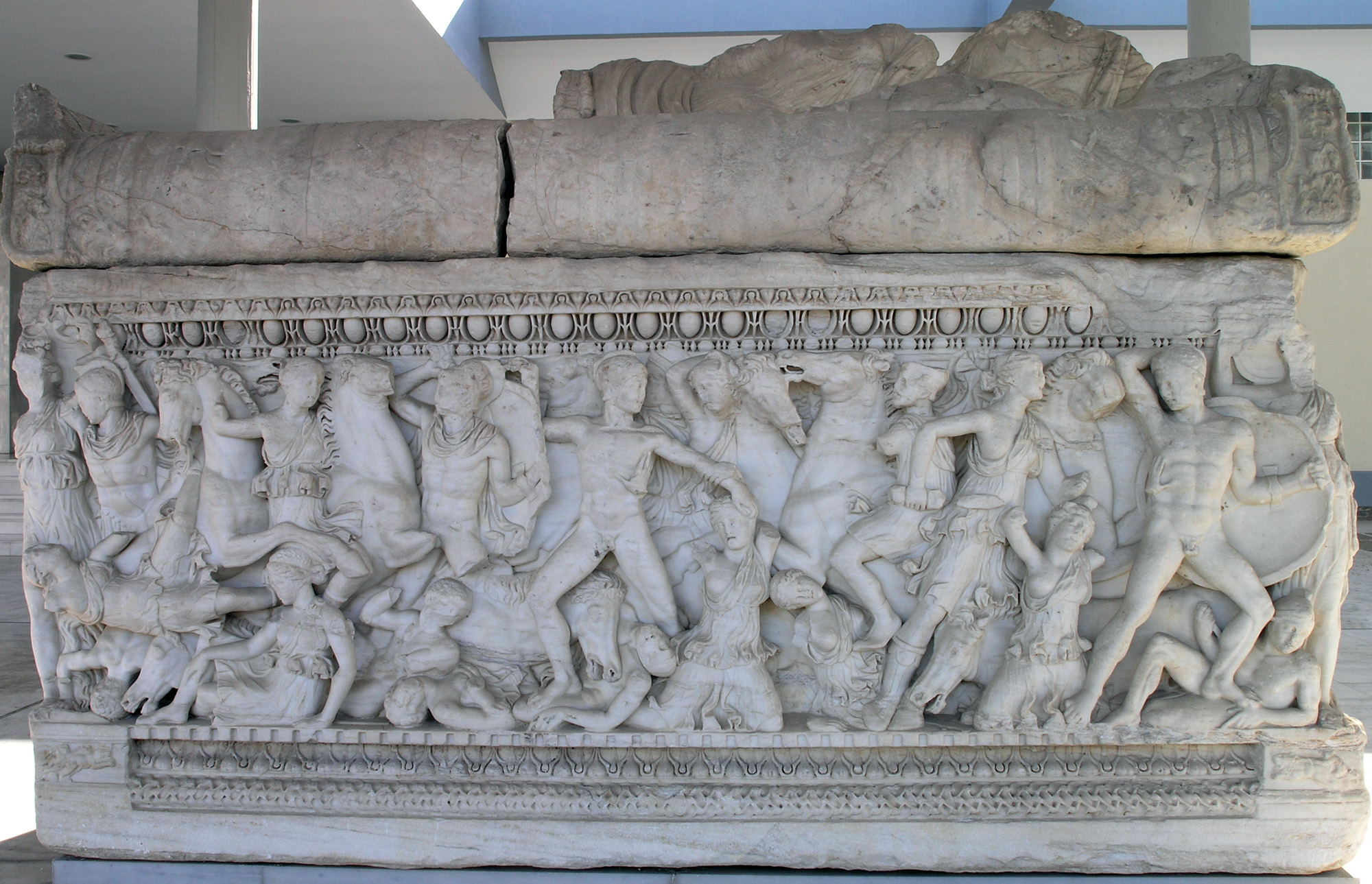
Ein Sarkophag mit der Darstellung einer Amazonenschlacht diente Feuerbach zur Inspiration

Im Herbst 1870 kündigte Feuerbach in einem Brief lakonisch an, er werde am 1. Dezember die Arbeiten zu seinem Gastmahl und der Amazonenschlacht aufnehmen und ohne weitere Studien an der Natur arbeiten. Am 2. Februar 1871 meldete er, fünf Mappen Handzeichnungen mit über 250 Entwürfen für die Schlacht angefertigt zu haben. Er beschrieb den zügigen Fortgang der Vorbereitungsarbeiten für die Gemäldefassung der Amazonenschlacht in Lebensgröße und verkündete stolz: „Die Schlacht wird von dämonischer Wirkung.“ Für die meisten dargestellten Amazonen stand Feuerbachs Geliebte Lucia Brunacci Modell. Die vielen Studien zeigten Feuerbachs ernsthaftes Bemühen um eine glaubhafte figürliche Darstellung in seiner zweiten und endgültigen Fassung der Amazonenschlacht. Im November 1871 verkündete Feuerbach die Fertigstellung des Gemäldes, im Januar und Februar 1872 ging er es akribisch durch und korrigierte Feinheiten.
Als Feuerbach 1873 im Rahmen seiner Berufung an die „Akademie der Bildenden Künste“ nach Wien zog, ließ er sich das Gastmahl und die Amazonenschlacht unverzüglich nachschicken. Das Schlachtenbild, das nach Feuerbachs Bekunden fast das ganze Atelier einnahm, gab er sofort zur Spannung und war „trotz der Nuditäten“ vom Adel und der Größe seines Werks eingenommen. Im November 1873 wurde das Bild gefirnisst.

## Das Gemälde
Das Bild behandelt ein Thema der griechischen Mythologie, eine Episode aus dem Trojanischen Krieg, in der das kriegerische Volk der Amazonen den Trojanern zu Hilfe kommt und gegen die Griechen kämpft. Die ausführlichste antike Darstellung dieser Episode stammt aus dem Epos Posthomerika des Quintus von Smyrna (3. Jahrhundert n. Chr.) und wurde im 19. Jahrhundert unter anderem von Gustav Schwab in seinen Sagen des klassischen Altertums nacherzählt. Die Amazonen werden von ihrer Königin Penthesilea angeführt und kämpfen vor den Toren Trojas gegen die Kontingente der Griechen. Dabei wird Penthesilea vom griechischen Vorkämpfer Achilleus getötet, der sich in sie verliebt, als er der sterbenden Amazone den Helm abnimmt. Statt ihren Leichnam auf dem Schlachtfeld liegen zu lassen, übergibt Achilleus ihn den Trojanern zur ehrenvollen Bestattung.

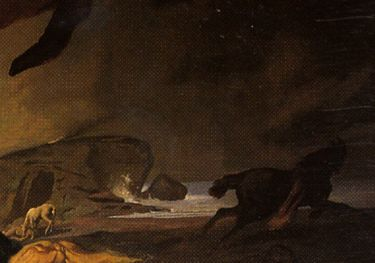
Detail aus dem rechten Hintergrund

Feuerbachs freie Behandlung des Sagenstoffes zeigt keine Schlachtendarstellung im Sinne eines Historiengemäldes. Wenngleich die zwei großen, gegenläufigen Bewegungsrichtungen zwei aufeinanderprallende Schlachtordnungen suggerieren, sind auch die Figuren der zweiten Fassung der Amazonenschlacht nur in Einzelszenen addiert. Die links im Hintergrund heransprengende Amazonenschar greift zwar eine weiter rechts befindliche Gruppe Männer an, doch die Zwecklosigkeit dieser Attacke ist daraus ersichtlich, dass es sich bei den Männern nur um Verwundete handelt. Auch wenn diese Szene verworren wirkt, leitet sie Bewegungsszene im Hintergrund ein, die sich noch in den Wolken fortsetzt und im rechts davonrasenden Pferd ausklingt. Der Geier im linken Teil durchbricht die Bewegungsrichtung. Während in der ersten Gemäldefassung die Bucht das gesamte rechte Bilddrittel einnahm, reduzierte Feuerbach sie in der zweiten Fassung auf einen schmalen Küstenstreifen, den Porto d’Anzio, in den er auch den Landschaftsausschnitt mit dem fliehenden Pferd aufnahm. Der einzige Ruhepol im rechten Bilddrittel ist eine kleine Szene: Ein Schimmel beugt sich über die Leiche einer Frau.
Die Einzelkämpfe im Vordergrund sind sämtlich dezentral angesetzt. Ein Trapez rechts von der linken unteren Ecke hin zur Bildmitte fängt den Blick des Betrachters rasch ein: Er wird von einer monumentalen Rückenfigur dominiert, die auf Michelangelos Leda zurückgeht. Sie bleibt vom Geschehen in der Gasse unberührt und verteilt, in sich ruhend, die verschiedenen Bewegungsrichtungen des Vordergrunds. Um sie sind fünf Amazonen gruppiert, teils verwundet, teils gefallen, die einen Rahmen um die Rückenfigur bilden. Dieser Rahmen bildet die innere von zwei Ellipsen, die sich um die Rückenfigur ziehen. In dem Bereich um sie zeigt sich Feuerbachs Bemühen, seine erworbenen Fähigkeiten in der Darstellung verschiedener Körperformen unter Beweis zu stellen.

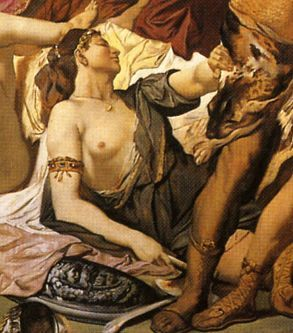
Detail: Penthesilea

Die Liegende rechts neben der Rückenfigur ist an ihrem Kopfschmuck als Amazonenkönigin Penthesilea zu erkennen. Die Position ihres Kopfes auf der Mittelsenkrechten ist bedeutungsvoll. Anders als die meisten gefallenen Amazonen, die nackt dargestellt sind, trägt Penthesilea ein kostbares Gewand und hat, wie die kämpfenden Amazonen, die rechte Brust entblößt. Hier bricht Feuerbach mit der Tradition, denn in antiken Darstellungen tragen die Amazonen ihre linke Brust entblößt. Der Grund für diesen Bruch ist unklar. In der Rechten liegt die Streitaxt der ermatteten Amazonenkönigin, mit der Linken sucht sie Halt an einem älteren Krieger. Sie ist auf ihren Schild gestützt, und ihr (wie bei der Reiterin links im Bild) mit Pfauenfedern geschmückter Helm liegt im Vordergrund neben ihr und wird vom unteren Bildrand überschnitten. Durch ihren Ausdruck gemahnt Penthesilea an die von Homer angedeutete Herkunft ihres Namens vom griechischen πένθος (pénthos, „Leid“). Ansonsten hat ihre Darstellung jedoch kaum mit der antiken Vorgabe zu tun. Ihr Sturz weist auf die Niederlage der Amazonen hin, die Konfrontation mit Achilles kommt jedoch nicht vor. Die Haltung der Penthesilea leitet jedoch zu einem weiteren Hauptmotiv des Gemäldes über, die noch mehr als die Amazonenkönigin Leid und Anteilnahme ausdrücken.

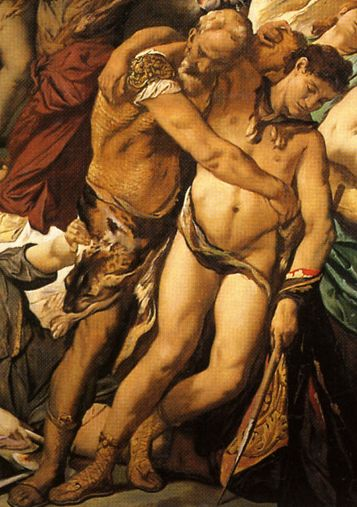
Detail: Gruppe zweier Männer

Die Gruppe der zwei Männer neben Penthesilea ist ein weiteres Hauptmotiv des Gemäldes. Ein verwundeter Jüngling mit Wolfsfell, das als Trophäe der Wolfsjagd von allen Männern im Bild getragen wird, wird von einem älteren Mann im Schuppenhemd vom Schlachtfeld getragen. Für die Haltung der beiden Figuren stand besonders die Gruppe des Achilles mit Penthesilea auf dem Amazonenschlachtsarkophag (2. Jahrhundert n. Chr., Vatikanische Sammlungen) Pate. Ein Brief vom 1. November 1870, in dem Feuerbach seiner Stiefmutter vom Erwerb einer Fotografie des Sarkophags berichtet, belegt seine Kenntnis der Darstellung. Einzelne Motive finden sich laut Marianne Arndt auf Tusche- und Löschblattskizzen, die Feuerbach in dieser Zeit anfertigte. Arndt stellte auch die These auf, dass Feuerbach ganz im Kanon Carl Ludwig Fernows gehandelt habe, der in seiner 1806 in Zürich erschienenen Abhandlung Über den Zweck, das Gebiet und die Gränzen der Dramatischen Malerei schrieb: „Wenn unser Blick im wilden Getümmel der Schlacht umhergeirrt hat und von den mannigfaltigen Szenen des Kampfes ermüdet ist, dann ruht er mit stiller Betrachtung auf der rührenden Gruppe des Vaters aus, der seinen getöteten Sohn in der Schlacht findet.“ Christoffel, der (laut Ecker fälschlich) den Jüngling als Amazone beschreibt, vergleicht das Paar mit der antiken Szene des Menelaos mit dem toten Patroklos im Arm. Er führt es darum auch auf die Pasquino-Gruppe (vor 100 v. Chr.; Kopie im Palazzo Braschi, Rom) zurück, was Ecker für nicht unwahrscheinlich hält. Ecker schreibt den Unterkörper und die Beine des Jünglings formalen Anregungen aus Michelangelos Pietà Palestrina (Galleria dell’Accademia, Florenz) zu. Er sieht die Gruppe als retardierendes Moment im Erzählverlauf des Bildes, das durch die labile Haltung die Bildkomposition ins Kippen bringt, gleichzeitig abschließt und dadurch Spannung erzeugt. Als Grund für die Verzögerung der Handlung führt er „die den Krieger zurückhaltende Linke Penthesileas und das kurze Innehalten des Mannes im Bergen des Verwundeten“ an.

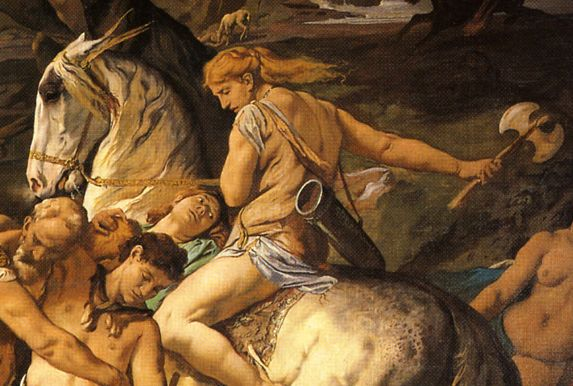
Detail: Reiterin mit Streitaxt

Die nächste bildbeherrschende Figur erhebt sich rechts von den zwei Männern. Eine Amazone erhebt auf dem Rücken eines schräg ins Bild ragenden Schimmel die Streitaxt. Sie wird dabei von einer zurückgedrängten Kriegerin behindert, und der Schlag der Reiterin gilt offenbar dem Krieger, der ihre Kampfgefährtin bedrängt. In Haltung und Ausdruck hat der Kopf der Reiterin Ähnlichkeit mit dem Kopf des Laokoon (Vatikanische Sammlungen, Rom). Sie bildet die rechte Grenze einer Pyramidalkonstruktion, deren Spitze die im Mittelgrund befindliche Amazone auf dem sich aufbäumenden Pferd bildet. Der in differenzierten schwarz-grau-braun-violetten Tönen gemalte Rappe wirkt vor dem Abendhimmel nahezu gespenstisch und weist durch seine Haltung auf das Geschehen im Vordergrund. Sein Gewicht und die weit ausgreifenden Vorderhufe richten sich auf die Gasse mit den Verwundeten.

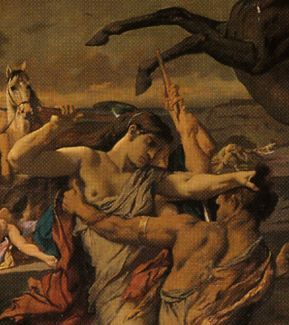
Detail: Zwei Amazonen und ein Mann

Links unterhalb des Rappens ist ein Nahkampf inszeniert: Zwei Amazonen bedrängen mit Speer und Streitaxt einen bronzehäutigen Gegner, der sich ihnen verzweifelt, aber wirkungslos entgegenstemmt. Die Anregung für diese Szene könnte Feuerbach vom Konstantinsbogen in Rom genommen haben, wo im Friesbereich „Trajan in der Dakerschlacht“ eine die Streitaxt schwingende Amazone dargestellt ist.
Der linke Rand der Gasse mit den Verwundeten wird von einer „Gruppenkette“ (Allgeyer) begrenzt. Dort findet sich ein dunkelhäutiger Krieger, der einer Amazone eine Perlenkette aus dem Haar zieht. Allgeyers zu dieser Szene hingeworfener Kommentar „Schlachthyäne“ deutet die damalige Sicht Feuerbachs und seiner Kreise auf die Afrikaner an. Das Opfer des Dunkelhäutigen wehrt sich nicht und fügt sich mit großer Geste in ihr Schicksal. Der Winkel ihres linken Arms erinnert an die Sterbende Niobide (gegen 430 v. Chr., Museo Nazionale Romano) und den Sterbenden Sklaven des Michelangelo (Louvre, Paris). Besonders an dieser Figur sind deutliche Merkmale von Feuerbachs Modell Lucia Brunacci zu finden. Der Kampf rechts von diesem Paar ist an Rubens’ Amazonenschlacht (Alte Pinakothek, München) angelehnt. Eine streitende Amazone zu Pferde, die es mit einem zum Streich ausholenden Krieger aufnimmt, vollendet die Gruppe. Die Rückenfigur ist in ihrer plastischen Durchführung die Frucht eingehender Studien Feuerbachs und steht nach Christoffel für den Symbolismus des Bildes. Hierbei ist die Diskrepanz zwischen Feuerbachs theatralischen Gesten und der Forderung der damaligen Gesellschaft nach dem „wirklichen Leben“ das Hauptproblem für die Akzeptanz des Gemäldes bei seinen Zeitgenossen. In gewisser Weise hing Feuerbach auch den Zeichen der Zeit hinterher, denn selbst die Oper hatte sich Mitte des 19. Jahrhunderts den mehr realistischen Darstellungsformen zugewandt.
Die Farbgebung des Bildes ist insgesamt sehr zurückhaltend und vermeidet grelle Töne. Im Mittelgrund bei den Gefallenen und dem Bergungstrupp blitzen in der sonst grau und braun gehaltenen Umgebung blaue, grüne, violette und rosa Farbtöne auf. Die Gasse mit den verwundeten und gefallenen Amazonen wird von einem matten Lichtstreifen erhellt. Zu den Bildrändern hin verdunkelt sich das Geschehen zu violetten und braunen Tönen.
Zur Zusammenstellung der Figuren bemerkt Allgeyer besonders die Präsenz der Sieben: Zweimal sieben weibliche gegen sieben männliche Figuren, sieben verschiedene Aktionen, sieben im Kampf stehende und sieben außer Gefecht gesetzte Amazonen. Der Sturz Penthesileas als deutliches Zeichen für den Ausgang der Schlacht hebt diese Pattsituation auf. Für Marianne Arndt liegt der Schwerpunkt „nicht mehr auf der Schlacht als solcher, sondern auf ihren Folgen, was auch der Bildentwicklung der Medea entspricht. Hier wie dort ist das endgültige Ziel die Vertiefung des tragischen, nicht des dramatischen Gehaltes.“
Feuerbachs Ausführung der zweiten Fassung der Amazonenschlacht weist in ihren Aussagen auf Friedrich Schillers Gedicht Nänie hin, das Johannes Brahms zu Gedenken seines Freundes Anselm Feuerbach vertonte. Ecker hält es für äußerst wahrscheinlich, dass Feuerbach und Brahms gemeinsam über die Nänie reflektiert haben.

## Rezeption

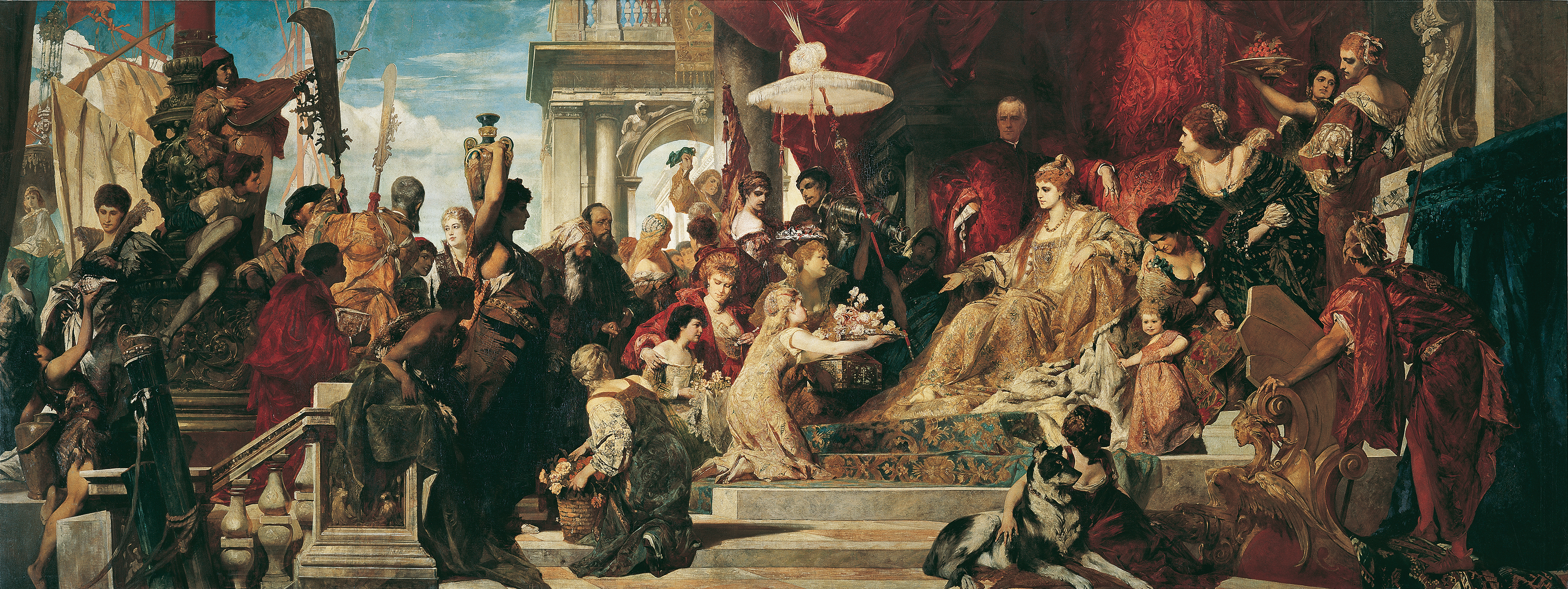
Das gleichzeitig vollendete Gemälde Venedig huldigt Catarina Cornaro von Hans Makart

Vom Moment ihrer Fertigstellung an galt die zweite Fassung der Amazonenschlacht als Maßstäbe setzendes Werk Feuerbachs. Das Lob des Wiener Kunstkritikers Emerich Ranzoni in der Neuen Freien Presse hatte große Bedeutung für ihn. Ranzoni spricht von Befriedigung, die ihn angesichts der zweiten Fassung der Amazonenschlacht erfasste, da der Künstler in ihr seinen tiefen sittlichen Ernst und dessen fortschreitende Weiterentwicklung bezeuge. Die symmetrische, aber geschickt verschobene Komposition vergleicht er mit dem „Cinquecento“. Obwohl er noch 1872 Feuerbachs Farbgebung bemängelt hatte, lobt er jetzt gleichfalls einen Fortschritt darin und führte als Beleg die aufsehenerregende Farbgebung des Pietro Aretino an. Auch die Proportionen der Figuren sind für ihn diesmal stimmig. Abschließend appelliert er an den Leser, Feuerbachs Amazonenschlacht wohlwollend und angemessen mit Hans Makarts aufsehenerregendem Gemälde Venedig huldigt Catarina Cornaro zu vergleichen.
In derselben Zeitschrift erschien jedoch bald auch ein kritischer Beitrag von Daniel Spitzer, der nicht nur die mangelnde Authentizität der Amazonen in ihrer Darstellung kritisiert, sondern auch die unnatürliche Farbgebung des Himmels und den mangelnden dramatischen Ausdruck der Figuren spöttisch präsentiert. Nach diesem Artikel verlor Feuerbach den Mut, weiter auf einen durchschlagenden Erfolg seines Gemäldes zu hoffen. Er wollte sogar seine Professur in Wien niederlegen und die Ausstellung der Amazonenschlacht verkürzen. Lehmann konnte anhand eines Briefes aus dem Nachlass Eitelbergers nachweisen, dass Feuerbach hinter den Kulissen versuchte einen staatlichen Ankauf der Amazonenschlacht zu erzwingen. Henriette Feuerbachs Instrumentalisierung des handschriftlichen Nachlasses ihres Stiefsohnes verfälschte auch die Wahrnehmung der Amazonenschlacht. Auch wussten Feuerbachs Wiener Kollegen mit dem egozentrischen und verletzlichen Maler geschickt so umzugehen, dass es ihnen nutzte.
In der Ausstellung am 15. Januar 1874 in Wien, auf der Feuerbachs Amazonenschlacht und die zweite Fassung des Gastmahls erstmals der Öffentlichkeit präsentiert werden, bleibt Feuerbach dann hinter Makart zurück, wie von Ranzoni befürchtet. Das verbitterte ihn und erschwerte seine Suche nach einem Käufer für das Bild, für das er 40.000 Gulden veranschlagte. In einem Brief vom April 1874 schreibt er: „Die Schlacht ist aufgeschlagen, sie ist überaus prachtvoll, nur räudige Affen können so etwas begeifern. Ich schicke sie ohne Rahmen, sie braucht keinen.“ Zu Feuerbachs Lebzeiten blieb das Werk unverkauft. Seine Stiefmutter bot es zusammen mit seinem Urteil des Paris der Münchner Pinakothek für 20.000 Mark an, die jedoch ablehnte. Nach Anselms Tod schenkt Henriette Feuerbach das Gemälde der Stadt Nürnberg.
Christoffel hielt 1944 die zweite Amazonenschlacht für Feuerbachs bedeutendste Schöpfung und gleichzeitig „eines der merkwürdigsten und geistvollsten Bilder der deutschen Malerei des 19. Jahrhunderts“. Er charakterisiert es als Verschmelzung mehrerer Elemente der Figurenbildung zu einem stilistischen Gefüge. Die Figuren hält er für äußerst glaubhaft, und die Akzentuierung des Themas findet er in wenigen markanten formalen und künstlerischen Elementen.